# サンチャ・デ・レオン

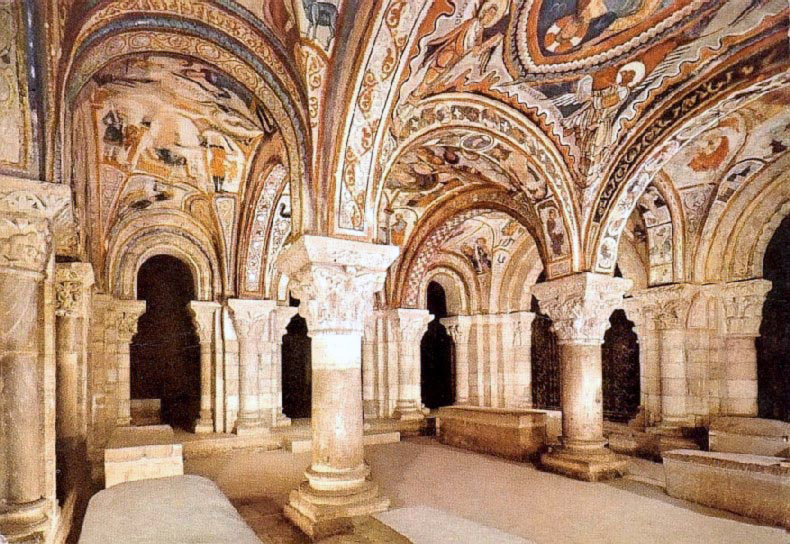
サン・イシドロ・デ・レオン教会の王室霊廟

サンチャ・アルフォンセス・デ・レオン（スペイン語：Sancha Alfónsez de León, 1018年ごろ - 1067年11月8日）は、初代カスティーリャ王フェルナンド1世の妃。後にフェルナンド1世はサンチャの兄ベルムード3世をタマロンの戦いで討った。サンチャと夫フェルナンド1世は、「フェルディナンドとサンチャの十字架」の制作を依頼した。

## 生涯
サンチャはレオン王アルフォンソ5世とその最初の妃エルビラ・メネンデスの娘である。彼女はサン・ペラヨ修道院の在俗修道院長となった。
1029年、カスティーリャ伯ガルシア・サンチェスとの結婚が決められた。しかし、ガルシア・サンチェスはレオンに向かう旅の途中で、不満を抱いた家臣らにより殺害された。1032年、サンチャはガルシア・サンチェスの甥で継承者のフェルナンド1世と結婚した。このときフェルナンド1世は11歳であった。
1037年、タマロンの戦いにおいてフェルナンド1世はサンチャの兄レオン王ベルムード3世を討ち、これによりサンチャがレオン王国の継承者となり、夫フェルナンド1世もレオン王となった。レオン女王/王妃としてのサンチャ自身の立場ははっきりしておらず、矛盾点が見られる。サンチャは「自身の権利」により兄の継承者となりレオン王位を継承したが、それにもかかわらずサンチャは女王とははっきりと呼ばれておらず、夫の死後に彼女がまだ生きていたにもかかわらず、王位は息子が継承した。
サンチャは敬虔なカトリック教徒であり、夫とともにサン・イシドロ教会への贈り物として自分達の名前を冠した十字架の制作を依頼した。
サンチャは1067年11月8日にレオンで死去し、サン・イシドロ・デ・レオン教会の王室霊廟に両親、兄、夫および子供のエルビラ、ウラカ、ガルシアとともに埋葬された。サンチャが埋葬された墓には次のようなラテン語の碑文が刻まれている。
H. R. SANCIA REGINA TOTIUS HISPANIAE, MAGNI REGIS FERDINANDI UXOR. FILIA REGIS ADEFONSI, QUI POPULAVIT LEGIONEM POS DESTRUCTIONEM ALMANZOR. OBIIT ERA MCVIIII. III N. M.
（ここには、全スペインの女王であり、偉大な王フェルディナンドの妻であり、アルマンソールの破壊後にレオンに住んだアルフォンソ王の娘であるサンチャが眠っている。1071年5月5日に死去した。）

## 子女
- ウラカ（1033/4年 - 1101年）[9] - サモラを相続
- エルビラ（1038/9年 - 1101/3年）[10] - トーロを相続
- サンチョ2世（1040年 - 1072年）[10] - カスティーリャ王
- アルフォンソ6世（1040/1年 - 1109年）[10] - レオン王、カスティーリャ王
- ガルシア2世（1042年頃 - 1090年）[10] - ガリシア王